# Pondokrejo (Bulu)
Pondokrejo is een bestuurslaag in het regentschap Rembang van de provincie Midden-Java, Indonesië. Pondokrejo telt 1249 inwoners (volkstelling 2010).